# St. Laurentius (Schifferstadt)

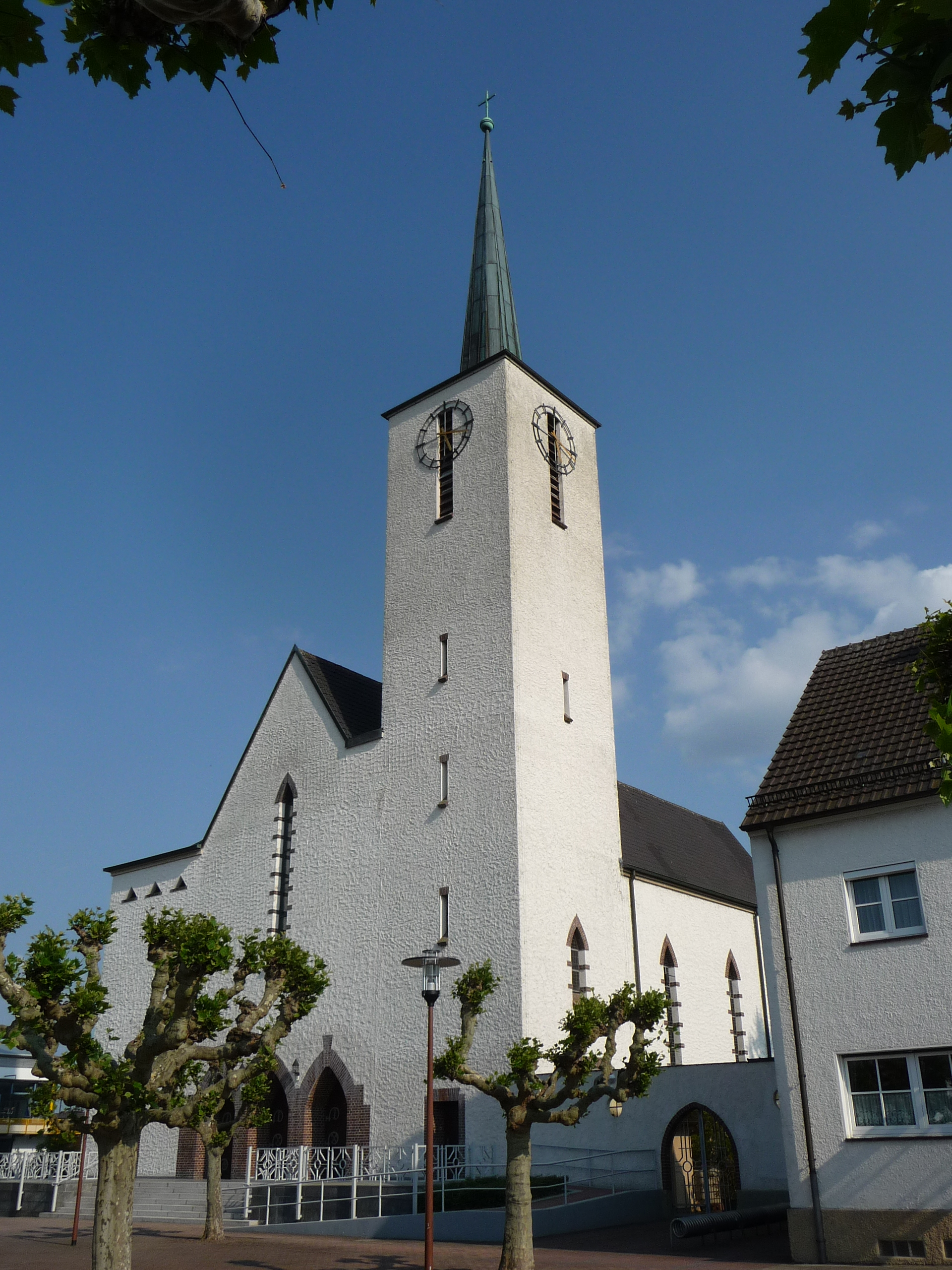
Die katholische Pfarrkirche St. Laurentius in Schifferstadt

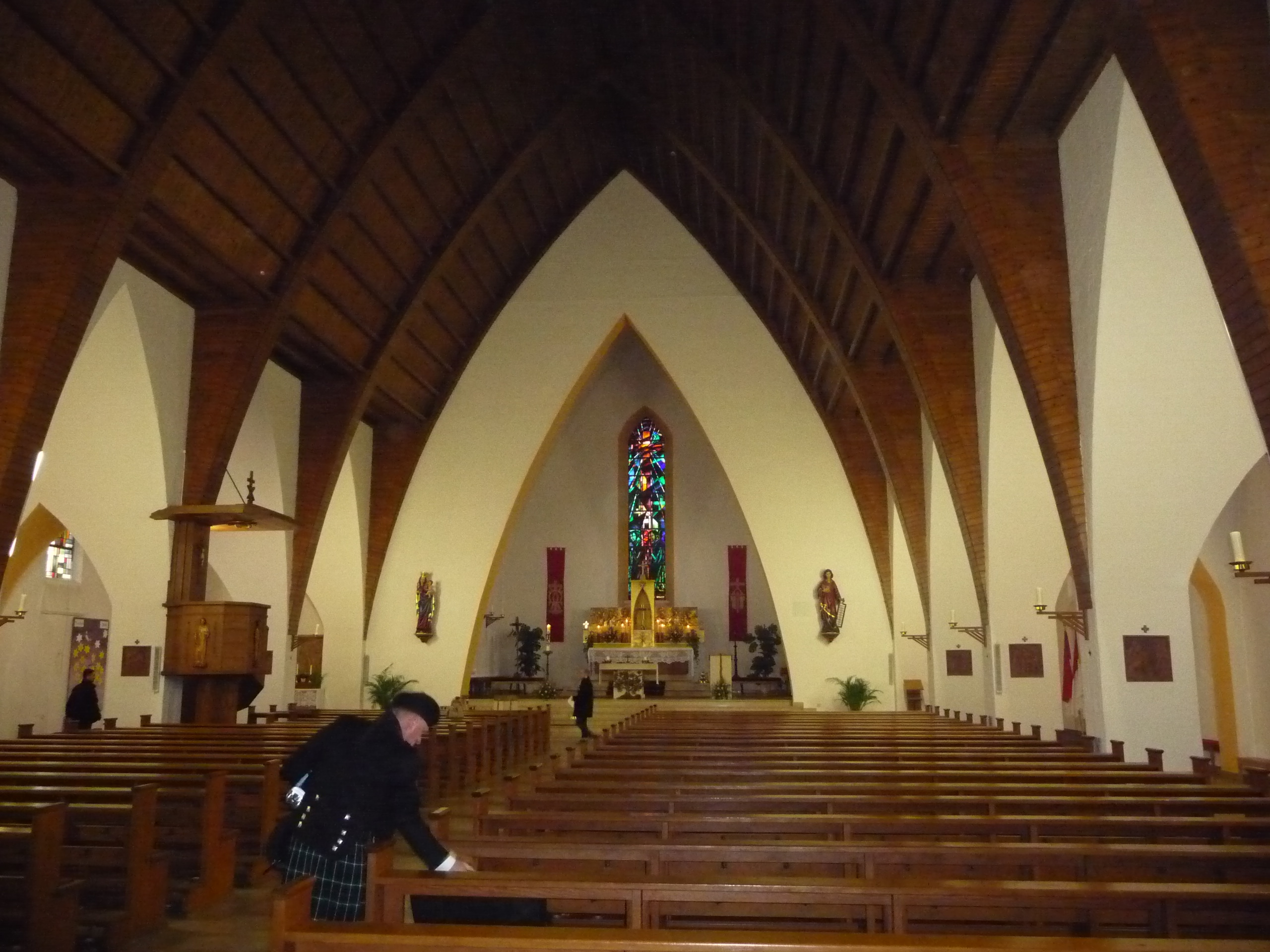
Blick ins Innere der Kirche

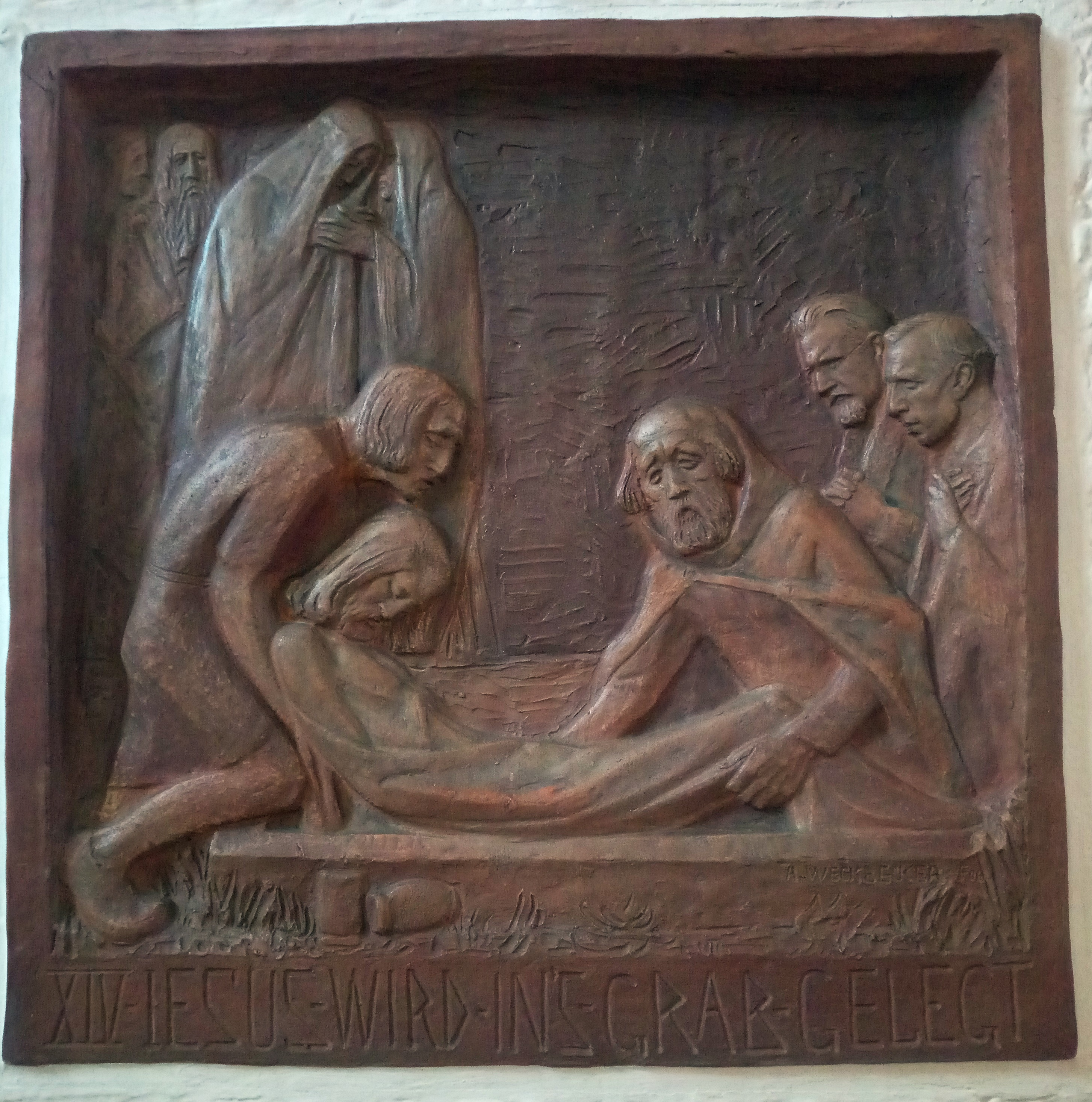
August Weckbecker, XIV. Kreuzwegstation, in Schifferstadt, St. Laurentius (1928). 2. Person von rechts, der Kirchenarchitekt Albert Boßlet, dargestellt als „Zeuge“ der Grablegung Christi.

Die Kirche St. Laurentius ist eine römisch-katholische Pfarrkirche im rheinland-pfälzischen Schifferstadt. Das dem heiligen Laurentius von Rom gewidmete Kirchengebäude ist im Verzeichnis der Kulturdenkmäler des Rhein-Pfalz-Kreises aufgeführt.

## Architektur und Ausstattung
Das Kirchengebäude in der Schifferstädter Jägerstraße wurde in den Jahren 1928 bis 1929 nach Plänen des Architekten Albert Boßlet (Würzburg) im Stil des Expressionismus errichtet. Es handelt sich um einen dreischiffigen Bau mit seitlich angefügtem Turm. Seitenaltäre und Kreuzweg sind Werke des Bildhauers August Weckbecker. In der XIV. Kreuzwegstation ist der Kirchenarchitekt Albert Boßlet als „Zeuge“ der Grablegung Christi dargestellt.
Der Innenraum der Kirche wird von einem spitzbogigen, hölzernen Tonnengewölbe bestimmt. Ein Spitzbogen wie der, der den Altarraum vom Langhaus trennt, findet sich auch in der ebenfalls von Boßlet entworfenen Kirche St. Hildegard im saarländischen St. Ingbert. Auch die Gestalt des Hochaltars und des dahinter befindlichen Fensters weist Parallelen zu den entsprechenden Gegenständen in der St. Ingberter Kirche auf.
Zur Ausstattung der Kirche gehören ein Altar, ein Taufbecken und ein Lesepult, die im Jahr 2003 von Bildhauer Helmut Bartholomä geschaffen wurden. An jedem dieser Ausstattungsgegenstände ist zudem ein Bronzerelief von Bildhauer und Medailleur Gernot Rumpf angebracht.

## Galerie

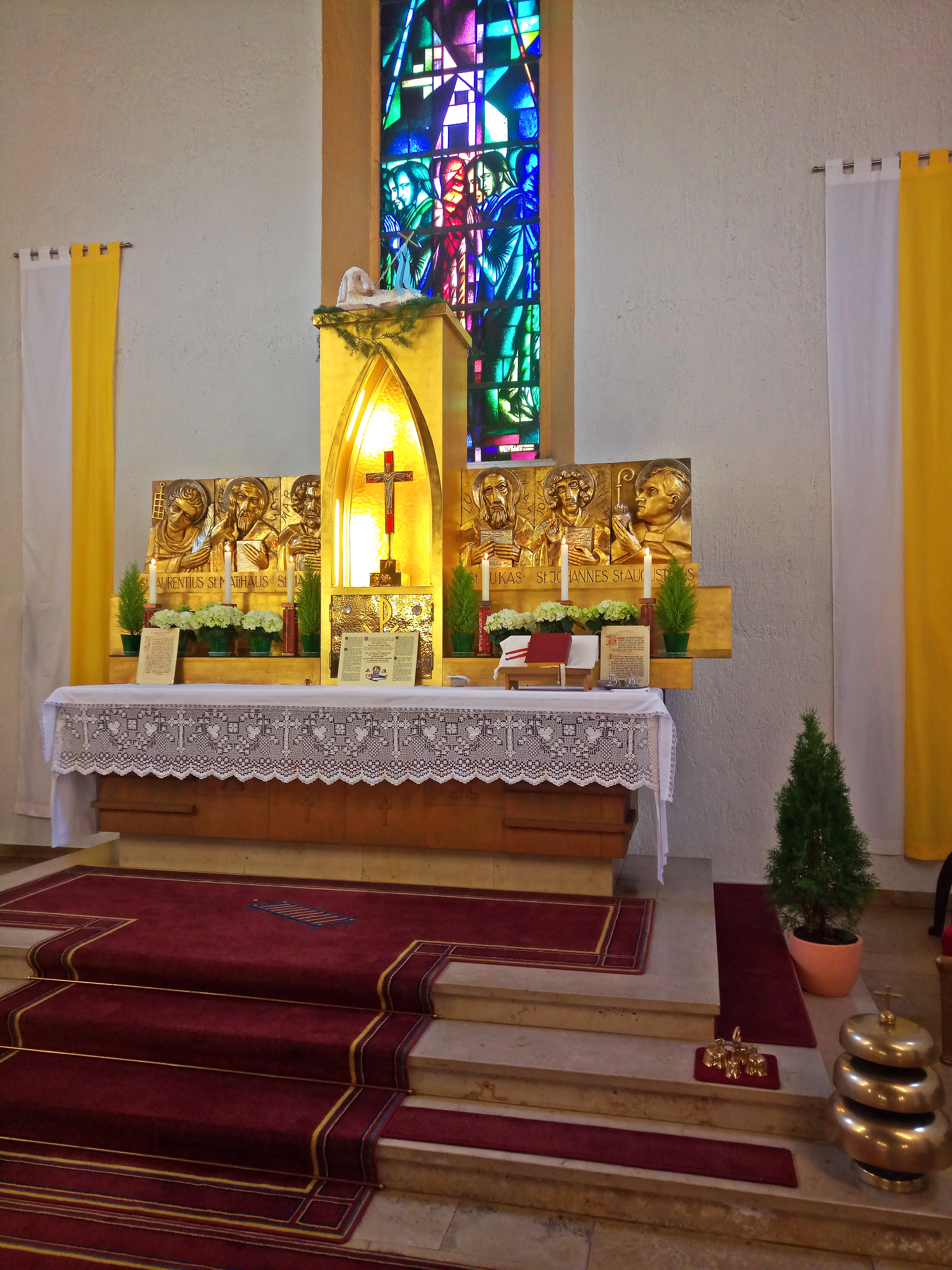
Hochaltar
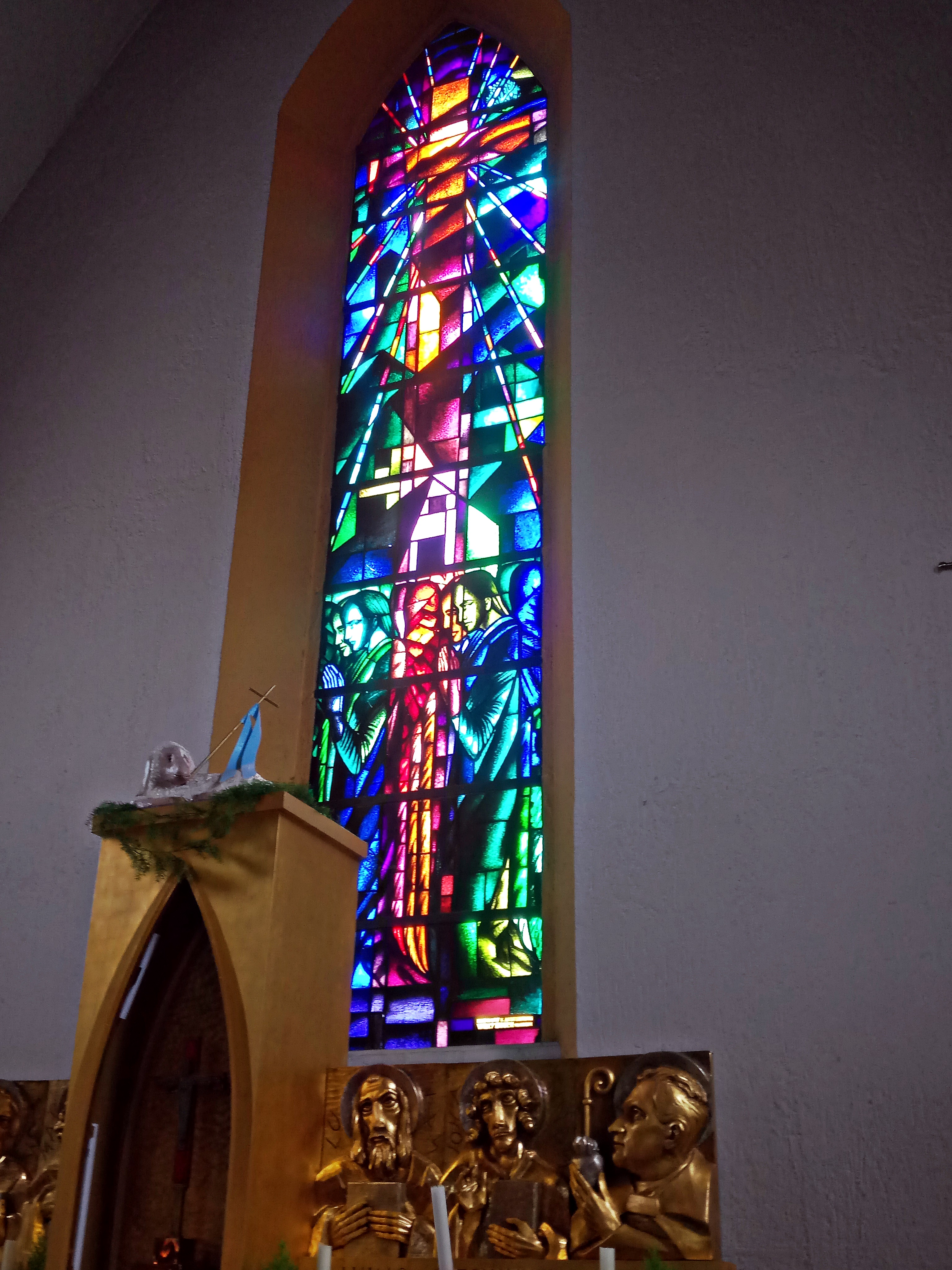
Chorfenster hinter dem Hochaltar
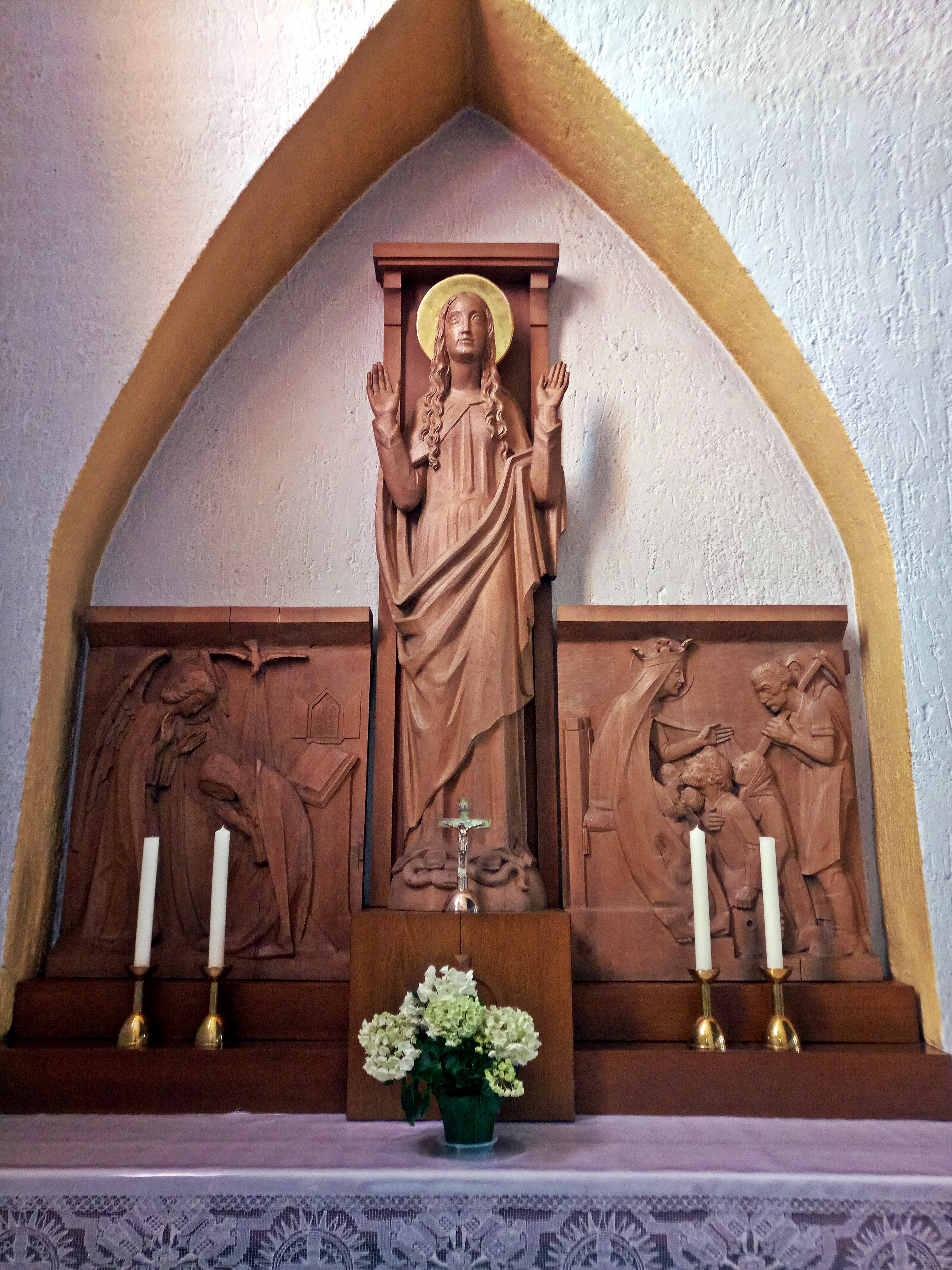
Linker Seitenaltar
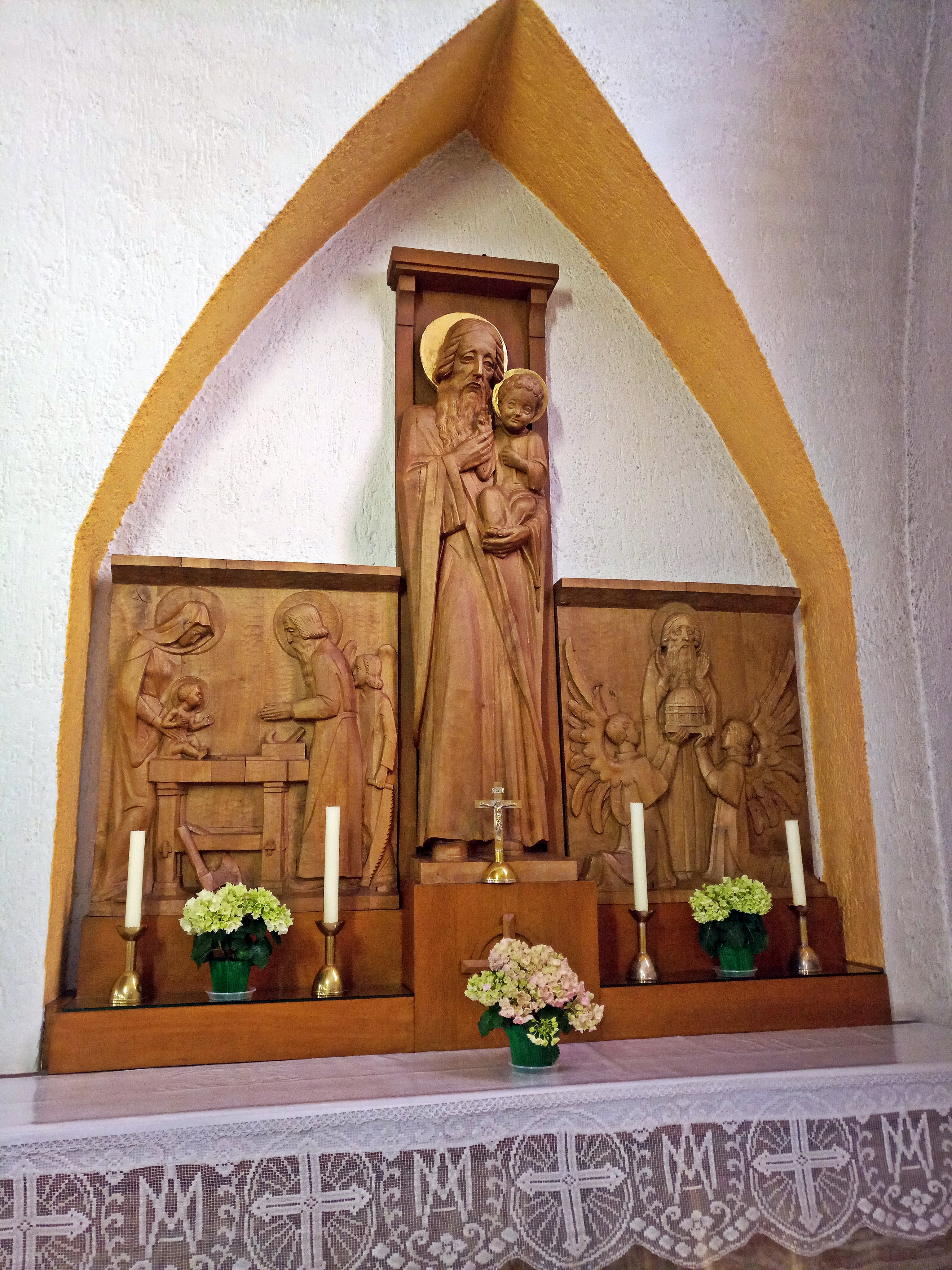
Rechter Seitenaltar